# Chiba-Ken (Band)
Chiba-Ken (benannt nach der Präfektur Chiba nahe Tokyo) war eine 2003 gegründete Post-Hardcore-/Alternative-Rock-Band aus New York. Die Band bestand bis 2010, ehe die Musiker beschlossen eine neue Gruppe, Save Our Souls, zu gründen.
Chiba-Ken veröffentlichten eine Demo, eine EP und zwei Alben. 2009, ein Jahr vor Auflösung der Band, zogen die Musiker von New York nach Los Angeles, um dort ein größeres Publikum erreichen zu können.

## Geschichte

### 2001–2003: Die Vorgeschichte
Sänger George William startete seine musikalische Laufbahn 2001, als er in seinem Apartment anfing Songs selbst zu schreiben und aufzunehmen. Nebenbei studierte er an der University of Central Florida. Er nahm insgesamt 24 Songs auf, doch mit der Zeit bemerkte er, dass es seinen musikalischen Hunger nicht stillen könne, wenn er alleine an der Musik arbeitet.
Er startete in diversen Internetforen die Suche nach Musikern, um eine Band gründen zu können. Zwei Wochen nachdem er seine Annonce aufgegeben hatte, stieß Joshua Brain Jaffe – ein professioneller Grafikdesigner – zu William. Dieser sollte später die Website entwickeln sowie das Cover ihrer EP und auch Merchandising-Artikel der Band designen. Bevor sich Jaffe William anschloss, spielte er Bass in mehreren Bands in der lokalen Musikszene. Die Suche nach einem Schlagzeuger lief schwieriger ab.
Nach einer monatelangen erfolglosen Suche bekamen William und Jaffe eine E-Mail von Jason D’Amelio, einem Schlagzeuger aus Long Island. Nur kurze Zeit später stieß Elias Tannous zur Band. Eddie Delgado stieß dagegen per Zufall zur Band dazu: Er entdeckte die Band, als er nachts im Internet surfte, da er auf der Suche nach einer neuen Band war. Dieser lebte einige Zeit lang in Dallas, zog aber zurück nach New Jersey. Geboren ist Delgado in Venezuela.

### 2003–2005: Erste Demos und Debüt-EPFaces of the Moment
Die erste offizielle Besetzung der Band bestand aus den drei Gründungsmitglieder, dem Sänger George William, Schlagzeuger Jason D’Amelio und Bassist Joshua Jaffe, sowie den beiden Gitarristen Eddie Delgado und Elias Tannous. William lebte einige Zeit lang in der Präfektur Chiba, bevor er zurück in die USA zog. Dort arbeitete er zunächst als Schauspieler. Er war als Hauptdarsteller in dem Theaterstück Tony-n-Tina's Wedding auf dem Broadway zu sehen, hatte eine Gastrolle in der Serie All My Children angenommen und wirkte an der Dokumentation The Last Days of the Hate Bombs als Kameramann und Regisseur mit.
Bereits ein Jahr nach der Gründung der Band, veröffentlichten die Musiker eine Demo mit drei Stücken, die kostenlos auf der Bandhomepage gratis heruntergeladen werden konnte. Diese ist heute jedoch nicht mehr existent. Eine erste EP mit sieben Titeln und stark verbesserter Soundqualität erschien im August 2005 als Download und einen Monat später als CD. Die EP trägt den Titel Faces of the Moment und wurde aus eigener Tasche finanziert. Über das Versandunternehmen Amazon wurde die weltweit vertrieben. Das Scratch Music Magazine bewertete die EP positiv.

### 2006–2008: Plattenvertrag und Debütalbum
Anfang des Jahres 2006 erschien mit The Winter Sessions eine zweite Demo, dieses Mal mit vier Titeln. Durch die Veröffentlichung dieser Demo wurde das Independent-Label Gotham Records aus Santa Monica auf die Band aufmerksam und nahm diese schließlich auch unter Vertrag. Am 3. Oktober 2006 erschien mit Are We Innocent? das Debütalbum über dem Label. Es verkaufte sich allein in den USA rund 7,000 mal. Kurz vor der Veröffentlichung des Albums verließ Eddie Delgado die Band und wurde durch Dan Casper als Gitarrist ersetzt.
Die Gruppe trat in der Fernsehserie Fearless Music auf, wo die Gruppe den Song Faster Tonight im Fernsehen spielten. Anfang 2007 spielte die Band als Vorgruppe für God Forbid in Soho. Im Juni 2008 spielte die Gruppe als Vorband für Iron Maiden im Blossom Music Center in Ohio. Casper verließ die Band nur zwei Jahre später und wurde durch Julian Ken an der Gitarre ersetzt. Ken wurde in Kasachstan geboren, lebte einige Zeit in Israel und zog in die Staaten, wo er ein Visum erhielt.

### 2008–2010: Zweites Album und Auflösung
Im November 2008 begann die Gruppe mit den Arbeiten an dem Nachfolger-Album für Are We Innocent?. Im gleichen Monat konnte die Gruppe bei einem Newcomer-Contest bei Famecast gewinnen. Durch den Erfolg schaffte es die Gruppe ins Spin Magazin.
Am 9. April 2009 erschien das zweite Album, das Hard to Be Human heißt. Es wurde von Mike Watts, der bereits mit As Tall as Lions, Hopesfall und The Scenic zusammenarbeite, sowie von Rich Liegey (u. a. Wheatus, The Smashup) produziert. Im Sommer zog die Gruppe nach Los Angeles um. Durch die Veröffentlichung des Albums wurde die Gruppe eine der besten Newcomer-Bands in Los Angeles. Die Gruppe wurde vom Whisky A Go-Go zur Band des Monats gewählt und wurde mehrfach im LA Weekly erwähnt.
Ende Januar 2010 gründeten George William, Julian Ken, Elias Tannous, Justin D’Amelio und Jason D’Amelio die Progressive-Metal-Band Save Our Souls, was das Ende für Chiba-Ken bedeutete.

## Stil

### Musik
Die Musik der Band zeichnet sich vor allem durch einen in den meisten Fällen sehr melodischen, einprägsamen und eingängigen Gesang aus, der deutliche Einflüsse der Popmusik aufweist.
Geprägt wird der Stil daneben auch durch einen klassischen Songaufbau, wie er im Pop-Rock und Pop zu finden ist. Daneben sind gerade im instrumentalen Teil stärkere Einflüsse aus Alternative Rock und Grunge feststellbar. Gerade in früheren Songs der Gruppe ist des Weiteren auch eine stärkere Dominanz von Post-Hardcore-Elementen erkennbar.
Laut des ehemaligen Gitarristen der Band, Elias Tannous, spielt es keine Rolle, ob man den Musikstil als Emo- oder Post-Hardcore beschreibt.

### Texte
Inhaltlich geht es in den meisten Songs der Band um die gesellschaftlichen Missstände (Beispiel: Hard to be Human) und den Krieg (Beispiel: The War). Das offizielle Musikvideo zum Song Hard to be Human (deutsch: Es ist hart, Mensch zu sein) zeigt mehrere Gegensätze, wie zum Beispiel arm und reich, gesund und krank, herrschsüchtig und freundlich. Das Video ist eine Fotomontage und ist bei ChibaKenTV auf Youtube einsehbar.
In den Songtexten der Band sieht man den Ärger und die Wut des Sängers über die Gesellschaft deutlich an. Er verarbeitet sozialkritische Themen auf eine dunkle satirische Weise.

## Diskografie

### Demos
- 2004: Chiba-Ken
- 2006: The Winter Sessions

### EPs
- 2005: Faces of the Moment

### Alben
- 2006: Are We Innocent? (Gotham Records)
- 2009: Hard to Be Human

## Musikvideos
Bis zur Auflösung veröffentlichte Chiba-Ken zwei offizielle Musikvideos. Anders als bei den meisten Bands bestanden diese hauptsächlich aus Fotomontagen und Ausschnitten aus Live-Konzerten. Die Auswahl von Fotomontagen sollte die Wirkung der Texte weiter verdeutlichen, indem Bilder verwendet werden, die zu den Texten und Textpassagen passen.
Zum Song The War verwendete die Band Filmausschnitte, die Szenarios des Ersten und Zweiten Weltkrieges zeigen, den Abwurf der Atombombe auf Hiroshima und Nagasaki, sowie Szenen der heutigen Konflikte im Gazastreifen (siehe: Gaza-Krieg) und im Irak (siehe: Irak-Krieg). Bei einem Konzert der Band im Whisky A-Go-Go wurde eine Leinwand aufgestellt, die diese Szenarien zeigte.
Zu Hard to Be Human erschien ebenfalls ein Musikvideo mit Fotomontage.
Der Song What Do We Do Now? wurde für die Produktion der DVD Guide to Living des Softcore-Pornografie-Portals SuicideGirls verwendet. Da die Band nicht selbst im Video zu sehen ist, wird dieses auch nicht als offizielles Musikvideo angesehen.
Die Band produzierte außerdem eine eigene Youtube-Sendung unter dem Namen ChibaKenTV. Die Episoden sollten die Bandgeschichte Chiba Kens erzählen und enthielten manchmal Running Gags. Die Videos, so die Band, hat man unter dem Comedy-Genre hochgeladen. Eine Episode dauert ungefähr 5 bis 6 Minuten. Es wurden jedoch nur zwei Episoden gedreht, da man keine Zeit für weitere Folgen der Internet-Serie hatte.